# Badingen (Zehdenick)
Badingen ist ein Straßenangerdorf und eine Gemarkung im Norden des Landes Brandenburg. Seit 2003 bildet es einen Ortsteil der Stadt Zehdenick (Landkreis Oberhavel). Badingen wurde 1267 erstmals urkundlich erwähnt und war einst Zentrum der Herrschaft Badingen und Himmelpfort. Es ist bekannt für eines der ältesten Renaissanceschlösser Brandenburgs. Ende 2023 lebten im Ortsteil Badingen 620 Menschen.

## Geografie
Badingen liegt naturräumlich im Osten der Granseer Platte am Übergang zur Zehdenick-Spandauer Havelniederung. Historisch gehört es zum Land Löwenberg, das hier die Uckermark im Osten vom Ruppiner Land im Westen trennt. Zum Gebiet des Ortsteils gehören die Wohnplätze Boddin, Hellberge, Mahnhorst und Osterne. Durch die zentrale Ortslage von Badingen führt die Landesstraße 22 von Lindow (Mark) nach Zehdenick. Um Mahnhorst bilden mehrere ehemalige Tonstiche eine Teichlandschaft, die teilweise in das Naturschutzgebiet Biotopverbund Welsengraben einbezogen ist. Bei Osterne ist ein verlandeter Feldsoll namens Sandschelle als Flächennaturdenkmal geschützt. Badingen grenzt im Norden an den Ortsteil Ribbeck, im Osten an den Ortsteil Mildenberg, das Kerngebiet Zehdenicks und den Ortsteil Klein-Mutz sowie im Süden und Westen an die Stadt Gransee.

## Geschichte

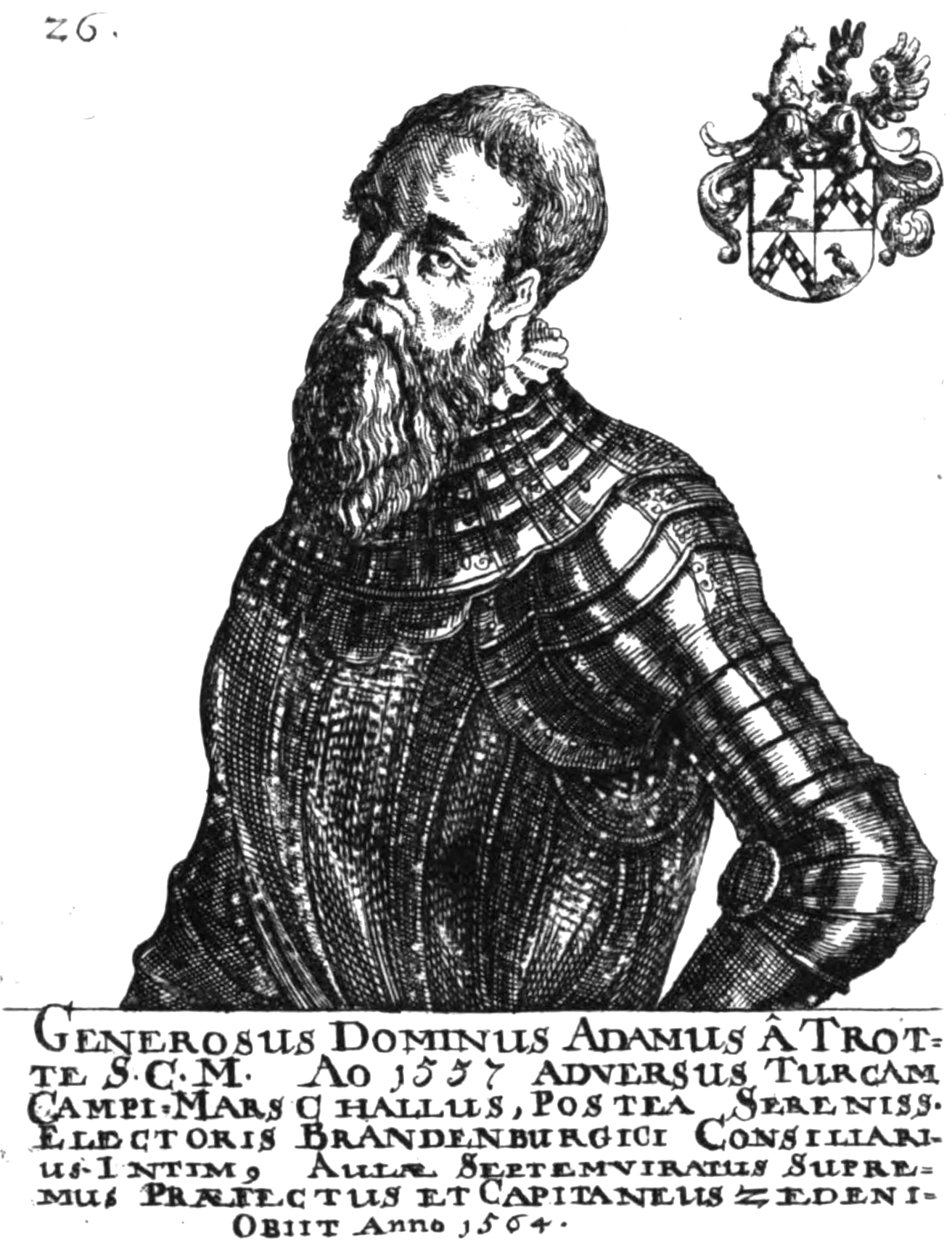
Adam von Trott († 1564) baute Badingen zum Zentrum seines Grundbesitzes aus

Badingen wurde 1267 als „Badinghe“ erstmals urkundlich erwähnt und kam 1270 als Teil des Landes Löwenberg an das Bistum Brandenburg. Vom 13. bis zum 15. Jahrhundert war der Ort als Lehen im Besitz des Adelsgeschlechts von Badingen, das dort einen befestigten Herrensitz anlegte. 1459 wurde Badingen als „oppidulum“ bezeichnet, war also vermutlich eine Minderstadt. Es wechselte 1460 in den Besitz des Hans von Bredow auf Friesack und kam 1536 an Kurfürst Joachim II. von Brandenburg.
Der Kurfürst gab Badingen 1537 an seinen Hofmarschall Adam von Trott, dem Begründer der brandenburgischen Linie des hessischen Adelsgeschlechts Trott zu Solz. Dieser baute Badingen zum Zentrum seines Grundbesitzes aus, zu dem ab 1551 noch das säkularisierte Kloster Himmelpfort gehörte (Herrschaft Badingen und Himmelpfort). Den Herrensitz ließ Adam von Trott zu einem Renaissanceschloss ausbauen. Seit dem Tod des Georg Friedrich von Trott 1666 lebte die Familie nicht mehr auf Schloss Badingen und 1727 starb die brandenburgische Linie der Trott zu Solz im Mannesstamm aus. Daraufhin zog König Friedrich Wilhelm I. in Preußen die Herrschaft Badingen und Himmelpfort als erledigtes Lehen ein und wandelte sie in das Amt Badingen um.
Das Amt Badingen wurde 1815 mit dem Amt Zehdenick zusammengelegt. 1817 kam Badingen vom aufgelösten Glien-Löwenbergischen Kreis zum Kreis Templin in der neu geschaffenen Provinz Brandenburg. Nach dem 1879 amtlich publizierten Generaladressbuch der Rittergutsbesitzer- und Gutsbesitzer der Provinz Brandenburg ist Badingen eine Domaine, also kein kreistagsfähiges Rittergut mehr. Der Umfang betrug 1173,14 ha, größtenteils Ackerflächen. Der landwirtschaftliche Betrieb ist an einen Ober-Amtmann zur Pacht gegeben, Fischers Erben. Zum Besitz gehörte eine Brennerei. Gesamteigentümer war der Fiskus.
1896 ließ Julian Prerauer neue Tonvorkommen in der Nähe der ehemaligen Amtsziegelei von Badingen erschließen und hierzu eine Feldbahn in Richtung Mildenberg anlegen. Seit der Verwaltungsreform von 1952 gehörte Badingen zum Kreis Gransee im Bezirk Potsdam. In der Zeit des Kalten Krieges befand sich in Osterne eine Flugabwehrraketenstellung samt Bunkeranlagen. 1993 kam Badingen mit dem Landkreis Gransee zum neuen Landkreis Oberhavel. Am 26. Oktober 2003 wurde Badingen in die Stadt Zehdenick eingemeindet.

## Kultur und Sehenswürdigkeiten

### Schloss Badingen

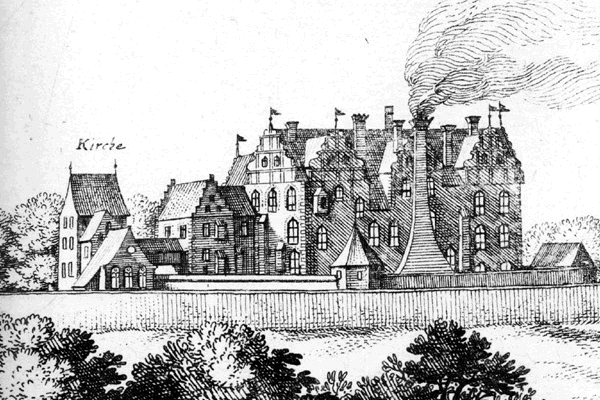
Schloss Badingen als Festes Haus um 1650

Schloss Badingen ist heute ein zweigeschossiger rechteckiger Bau aus Mischmauerwerk mit Satteldach, der vielfach umgebaut wurde. Im Kern wurde es Ende des 13. Jahrhunderts aus Feldsteinquadern als befestigter Herrensitz angelegt und spätgotisch verändert. Mitte des 16. Jahrhunderts kam es unter Adam von Trott zu einem umfangreichen Ausbau im Renaissancestil. Dabei wurde der ursprüngliche Bau zu einem dreigeschossigen Festen Haus erweitert und mit drei Zwerchhäusern und Ziergiebeln ausgestattet.
Anfang des 19. Jahrhunderts wurden die Dachaufbauten und das oberste Geschoss wieder abgetragen. Der Innenausbau des Obergeschosses stammt von 1818. Das Erdgeschoss gliedert sich in die ursprüngliche Wohndiele mit Feuerstätte, in einen Raum mit Netzrippengewölbe und in zwei Räume mit schweren, engmaschigen Sterngewölben. Südlich des Hauptbaus folgt der sogenannte Kapellenanbau, ein älterer Vorgängerbau mit Sterngewölbe, von dem einst ein gedeckter Gang zur Kirche führte. Ein Musterbeispiel eines sog. Kirchganges befindet sich noch auf Schloss Beichlingen in Thüringen. Auf dem Gelände sind Reste der mittelalterlichen inneren Mauer, eines Rundturms und eines äußeren Mauerrings erhalten.

### Kirche Badingen
Die Kirche Badingen ist ein Saalbau aus Feldsteinquadern aus der zweiten Hälfte des 13. Jahrhunderts. Sie besitzt einen eingezogenen Chor und einen breiten Westturm. Unter dem Walmdach des Turms findet sich ein spätgotisches Glockengeschoss. Das Westportal und einige vermauerte Pforten sind spitzbogig, die übrigen Öffnungen wurden barock verändert. Im Inneren finden sich eine schlichte hölzerne Kanzelwand aus dem 18. Jahrhundert, die 1997/1998 wiedererrichtet wurde, ein achteckiges hölzernes Taufbecken und ein geschnitzter Totenschild für Georg Friedrich von Trott († 1666). Die Orgel aus dem Jahr 1858 stammt von Friedrich Hermann Lütkemüller.